# 골든 프레디
골든 프레디는 프레디의 피자가게 시리즈에 나오는 애니매트로닉스이다. 이 골든프래디를 만나는 방법은 2가지다 1번째는 커스텀 나이트에서 난이도를 1987로 마추거나 2번째는 hall coner에서 골든프래디 포스터를 보면된다 또한 4일차에 폰가이에 전화를 들어보면 골든프래디 점프스케어랑 똑같은 소리가나 폰가이가 골든프래디 에게 죽었다고 생각한다

## 등장 작품

### 프레디의 피자가게
- 골든 프레디 (Golden Freddy)

### 프레디의 피자가게 2
- 구형 골든 프레디 (Withered Golden Freddy)

### 프레디의 피자가게 4
- 나이트메어 프레드베어 (Nightmare Fredbear)

### 프레디의 피자가게: 헬프 원티드
- 나이트메어 프레드베어 (Nightmare Fredbear)

## 같이 보기
- 프레디의 피자가게